# Міла Нітіч
Мі́ла Сергі́ївна Ні́тіч (при народженні — Людмила Сергіївна Нитичук; нар. 26 вересня 1990, Стара Синява) — українська співачка.

## Життєпис
Народилась 26 вересня 1990 року в селищі міського типу Стара Синява Хмельницької області. Мати Оксана Володимирівна — економіст, батько Сергій Миколайович — музикант, духовик, звукорежисер.
З дитинства Людмила захоплювалась музикою і співами, музикальне обдарування успадкувала від бабці й тата. У шість років Людмила пішла в перший клас старосинявської школи. 
З восьми років почала займатися в музичній школі, по класу фортепіано.
У 2002 разом з батьками переїхала до Хмельницького, де від 2003 року почала брати уроки вокалу.
Коли Людмилі виповнилося шістнадцять, вона почала працювати з естрадно-симфонічним оркестром і естрадним оркестром УМВС України. Завдяки концертній діяльності одержала гарну практику в галузі співу.
2007 року, після закінчення школи № 15 вступила до Хмельницького національного університету на спеціальність інженер — педагог (моделювання — конструювання швейних виробів). У 2008 році випробувала свою долю на проєкті «Караоке на майдані» в Києві. Завдяки своїм здібностям та підтримці глядачів стала учасницею десятого сезону телепроєкту «Шанс» й вийшла в фінал. Людмила була відзначена одним із музичних продюсерів проєкту, як найкращий жіночий вокал серед учасників програми, десяти сезонів. Співає англійською, французькою, італійською, російською та українською.
Влітку 2009 року на конкурсі «Нова хвиля 2009» (у місті Юрмала, Латвія) посіла 7 місце розділивши його з гуртом «Пара Нормальних» та отримала приз від Алли Пугачової — $50 тис.
У 2009-2019 Людмила співпрацювала з продюсером Володимиром Бебешком.
У квітні 2021 року Міла Нітіч виступила у прямому ефірі вокального шоу «Голос країни». Вона виконала пісню «Malade», однак до півфіналу Міла Нітіч не потрапила.

## Досягнення
- 2008 — фіналістка телепроєкту «Шанс»
- 2009 — лауреатка «Золотої зірки Алли» на міжнародному конкурсі «Нова хвиля» в Юрмалі
- 2009 — учасниця першого сезону талант-шоу «Народна зірка» (у парі з Тимофієм Соболєвим, 5-те місце)
- 2011 — учасниця українського відбору «Євробачення 2011»
- 2011 — учасниця талант-шоу «Голос країни» на телеканалі «1+1» (у складі команди Стаса П'єхи)
- 2017 — лауреатка премії «Жінка III тисячоліття» в номінації «Рейтинг»

## Дискографія

### Альбом
| Назва                   | Деталі                                                                                  |
| ----------------------- | --------------------------------------------------------------------------------------- |
| Просто быть счастливой… | - Дата: 13 листопада 2015 - Поширення: УМИГ МЮЗІК - Формат: Digital download, streaming |

### Мініальбом
| Назва               | Деталі                                                                             |
| ------------------- | ---------------------------------------------------------------------------------- |
| Мила Нитич. Часть 2 | - Дата: 1 січня 2013 - Поширення: УМИГ МЮЗІК - Формат: Digital download, streaming |

### Сингли
| 2011                                       | «Парами»                    | —  | Сингл без альбому       |
| 2013                                       | "Мечта                      | —  | Просто быть счастливой… |
| 2014                                       | «Просто быть счастливой»    | —  | Просто быть счастливой… |
| 2014                                       | «Кактус»                    | —  | Просто быть счастливой… |
| 2014                                       | «Холодно»                   | —  | Сингл без альбому       |
| 2015                                       | «Сирота»                    | —  | Сингл без альбому       |
| 2015                                       | «Я так хочу»                | —  | Просто быть счастливой… |
| 2015                                       | «Це не любов»               | —  | Просто быть счастливой… |
| 2015                                       | «404»                       | —  | Просто быть счастливой… |
| 2016                                       | «Три дня без губной помады» | —  | Сингл без альбому       |
| 2016                                       | «Я не бегу»                 | —  | Сингл без альбому       |
| 2018                                       | «Загубила»                  | —  | Сингл без альбому       |
| 2020                                       | «Nu»                        | 16 | Сингл без альбому       |
| 2020                                       | «Коррида»                   | —  | Сингл без альбому       |
| «—» означає, що сингл не увійшов до чарту. |                             |    |                         |

## Музичні відео
- Где ты? (2008)
- Птичка (2012)
- Каюсь (2012)